# 国务院、中央军委交通战备领导小组
国务院、中央军委交通战备领导小组，是在国务院、中央军委领导下，负责交通战备的议事协调机构。

## 沿革
1962年8月10日，中央军委成立中央军委交通战备规划小组。此后各大军区相继成立了军区交通战备规划小组。1978年9月11日，国务院、中央军委决定恢复建立国务院、中央军委交通战备领导小组和各大军区交通战备领导小组，办公室设在中国人民解放军总后勤部军事交通部。
1983年9月13日《国务院、中央军委关于调整国务院、中央军委交通战备领导小组及办公室领导成员的通知》（国发〔1983〕144号）调整了国务院、中央军委交通战备领导小组及办公室领导成员，并且规定国务院、中央军委交通战备领导小组办公室仍设在中国人民解放军总后勤部，由中国人民解放军总后勤部军事交通部部长兼任办公室主任；国家计委、国家经委、铁道部、交通部、邮电部、总参谋部作战部、总后勤部军事交通部各指定一名司局级或师职干部兼任办公室副主任；办公室的日常工作由总勤部军事交通部办理，重要问题由办公室正、副主任共同研究处理。同时，该通知还称，“各大军区和省、市、自治区，有关交通战备领导小组及其办事机构的组织体制，仍按国务院、中央军委〔1981〕29号文件精神办理。省军区（卫戍区、警备区）参加省、市、区战备办公室的人员不得撤回。领导小组成员如有调整，请将名单报国务院、中央军委备案。”“铁道、交通、邮电系统属半军事化企业，是国民经济和国防建设的重要组成部分，也是落实交通战备的主要部门，因此，应加强交通战备的组织建设和业务建设，以适应战备动员工作的需要。”。
1985年10月26日，《国务院、中央军委关于交通战备工作组织领导问题的通知》（国发〔1985〕129号）根据大军区的调整，相应调整了部分省、区交通战备工作的领导关系：江西省、福建省的交通战备工作归南京军区领导；河南省的交通战备工作归济南军区领导；湖北省的交通战备工作归广州军区领导；贵州省、云南省的交通战备工作归成都军区领导；新疆维吾尔自治区的交通战备工作归兰州军区领导。同时该通知还规定：“各省、自治区、直辖市和地、市交通战备领导小组也要及时进行调整，小组办公室的设置，仍按过去颁发的有关规定执行，并正式列入编制序列，配齐工作人员。”“省军区（卫戍区、警备区）精简整编后，原担负的交通战备工作任务不变，要指定主管领导和主管业务部门，并派专人参加省、自治区、直辖市交通战备领导小组办公室工作。”“铁道、交通、邮电部直属单位的战备工作，仍以各部领导为主，同时接受所在大军区和省、自治区、直辖市的领导。”。
1994年11月29日，《国务院、中央军委关于成立国家国防动员委员会的通知》（国发〔1994〕63号）发出，国务院、中央军委决定成立国家国防动员委员会。“国家国防动员委员会是在国务院、中央军委领导下，主管全国国防动员工作的议事协调机构。”“国家国防动员委员会成立后，国家人民防空委员会，国务院、中央军委交通战备领导小组，中央军委人民武装委员会即自行撤销。”。

## 历任领导
1978年9月11日国务院、中央军委决定建立时确定的组成人员是：
组长
- 谷牧（国务院副总理）

副组长
- 王尚荣
- 金熙英
- 郭洪涛
- 彭德清
- 李元[2]

| 1983年9月13日《国务院、中央军委关于调整国务院、中央军委交通战备领导小组及办公室领导成员的通知》（国发〔1983〕144号）调整后的组成人员是： 组长 - 李鹏（国务院副总理） 副组长 - 张震（中国人民解放军副总参谋长） - 金熙英（国家计划委员会副主任） - 赵维臣（国家经济委员会副主任） - 李元（总后勤部副部长） 成员 - 陈璞如（铁道部部长） - 李清（交通部部长） - 文敏生（邮电部部长） - 迟海滨（财政部副部长） - 李伯宁（水利电力部副部长） - 李纪章（国家物资局副局长） - 李景（海军副司令员） - 何廷一（空军副司令员） - 张德修（总参谋部作战部副部长） - 崔伦（总参谋部通信部部长） - 陈超（总参谋部动员部副部长） - 崔萍（总参谋部工程兵部部长） - 王子修（总后勤部司令部参谋长） - 李伦（总后勤部军事交通部部长） 小组的日常工作由张震牵头，会同金熙英、赵维臣、李元共同办理。 | 1985年10月26日，《国务院、中央军委关于交通战备工作组织领导问题的通知》（国发〔1985〕129号）调整后的组成人员是： 组长 - 李鹏（国务院副总理） 副组长 - 徐惠滋（中国人民解放军副总参谋长） - 黄毅诚（国家计划委员会副主任） - 赵维臣（国家经济委员会副主任） - 刘明璞（总后勤部副部长） 成员 - 尚志功（铁道部副部长） - 钱永昌（交通部部长） - 杨泰芳（邮电部部长） - 迟海滨（财政部副部长） - 杨振怀（水利电力部副部长） - 马毅民（国家物资局副局长） - 张连忠（海军副司令员） - 李永泰（空军副司令员） - 贾启玉（总参谋部作战部副部长） - 刁培泽（总参谋部通信部部长） - 陈超（总参谋部动员部部长） - 周培根（总参谋部工程兵部部长） - 蒋胜祥（总后勤部司令部参谋长） - 李伦（总后勤部军事交通部部长） 领导小组的日常工作由徐惠滋牵头，会同黄毅诚、赵维臣、刘明璞办理。 |

## 办事机构
国务院、中央军委交通战备领导小组的办事机构是国务院、中央军委交通战备领导小组办公室，设在中国人民解放军总后勤部军事交通部，办公室主任由总后勤部军事交通部部长兼任。
1983年9月13日《国务院、中央军委关于调整国务院、中央军委交通战备领导小组及办公室领导成员的通知》（国发〔1983〕144号）确定的办公室主任、副主任是：
主任
- 李伦（总后军事交通部部长）

副主任
- 张振和（国家计委交通局局长）
- 郑鹤鸣（国家经委交通局局长）
- 房洪吉（铁道部计划统计局局长）
- 李天柱（交通部计划统计局局长）
- 解晓安（邮电部电信局副局长）
- 徐新江（总参作战部副处长）
- 丁玉柏（总后军事交通部处长）

1985年10月26日，《国务院、中央军委关于交通战备工作组织领导问题的通知》（国发〔1985〕129号）确定的办公室主任仍是李伦。
1994年11月，国家国防动员委员会成立，原国务院、中央军委交通战备领导小组办公室改为国家国防动员委员会交通战备办公室（简称国家交通战备办公室）。